# Compressed natural gas

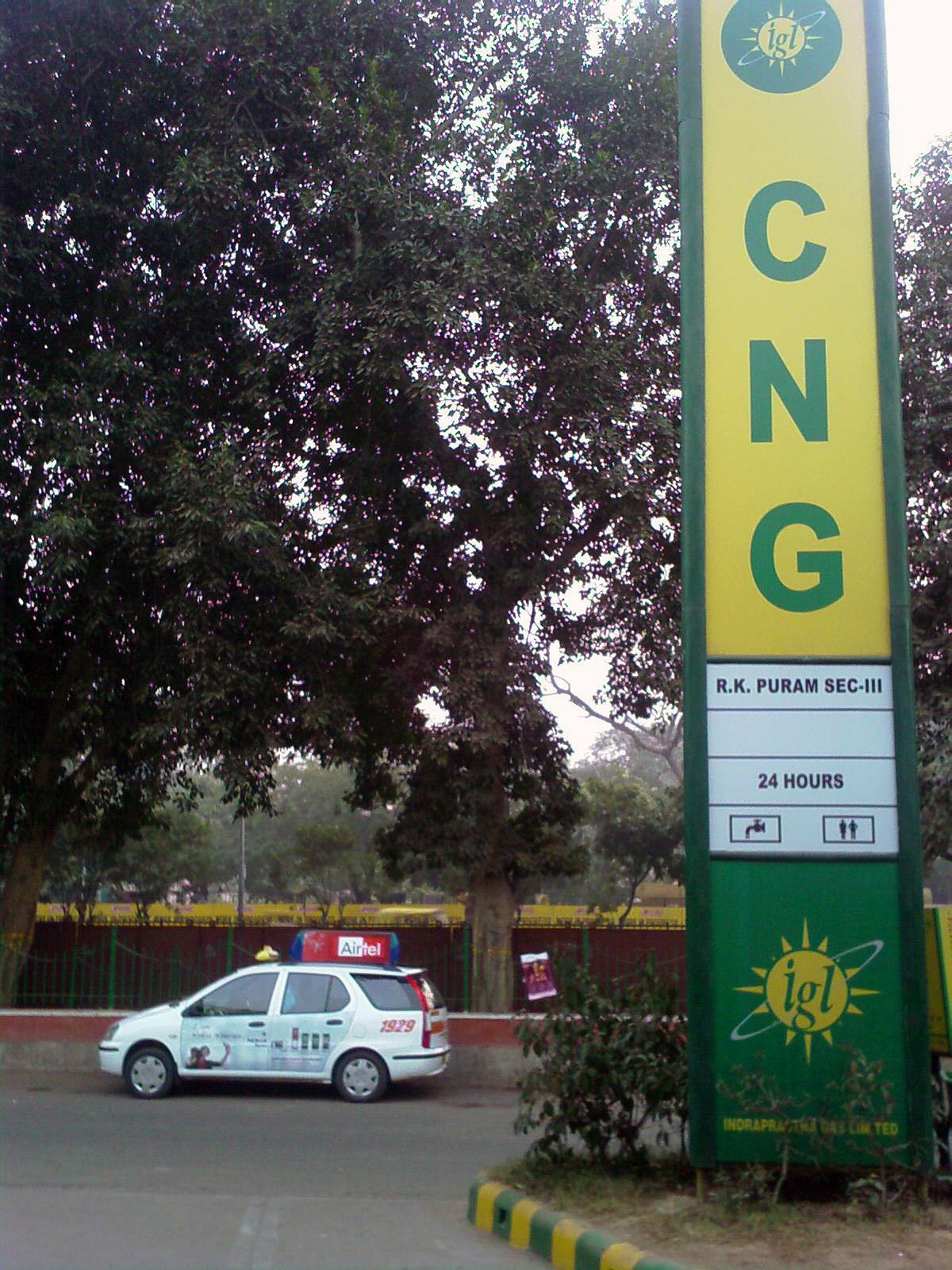
Een met CNG aangedreven taxi bij een CNG-station in New Delhi (India)

Compressed natural gas (gecomprimeerd aardgas) afgekort cng, is aardgas onder druk dat voornamelijk als voertuigbrandstof wordt gebruikt.
Cng wordt meestal gemaakt door aardgas met behulp van een compressor te comprimeren tot een druk van ca. 200 bar. (In de VS wordt een hogere druk gebruikt.) Om van vloeibaar aardgas (lng) cng te maken wordt vaak een andere methode gebruikt: het aardgas wordt vloeibaar verpompt en op de gewenste druk verdampt. Aardgas wordt gecomprimeerd omdat het zo minder ruimte inneemt. Opslag vindt meestal plaats in stalen of composietcilinders.

## Toepassing
Cng wordt in hoofdzaak toegepast als voertuigbrandstof. Ook wordt aardgas soms tijdelijk gecomprimeerd opgeslagen om als buffervoorraad te dienen. Als voertuigbrandstof is cng een alternatief voor benzine of diesel. In vergelijking met deze brandstoffen stoot een aardgasvoertuig minder fijnstof en NOx uit. Cng geeft in vergelijking met benzine een reductie in CO2-uitstoot van 20 tot 25%. Ten opzichte van diesel is de reductie in CO2-uitstoot 9%.

## Prijs
Aardgas is per eenheid energie goedkoper dan benzine en diesel. In diverse landen is ook de energiebelasting op aardgas als brandstof lager dan de accijns op diesel of benzine. Om het rijden op aardgas te promoten, betalen tankstationhouders in Nederland zelfs een iets lagere energiebelasting dan andere grootverbruikers. Aardgas wordt vanuit het gasnet gekocht per kubieke meter gas. Aan de pomp wordt in kilogrammen gerekend om temperatuurinvloeden uit te sluiten.

## CO2-uitstoot
Aardgas is een fossiele brandstof en stoot CO2 uit. Bij de verbranding van 1 m3 aardgas (1 bar, 0 °C) komt circa 1,8 kg CO2 vrij. Wanneer de indirecte uitstoot wordt meegenomen van alle voorgaande processen waaronder productie, reiniging, transport en het op druk brengen en bedraagt de uitstoot op ca. 2,2 kg CO2 per m3 aardgas.
Aardgasauto's zijn over het algemeen minder milieubelastend en daarom willen overheden het gebruik ervan stimuleren. Aardgasvoertuigen kunnen ook rijden op (opgewerkt) biogas en in de toekomst mogelijk ook op waterstof en/of een cng/waterstof-mengsel. Om aardgas te verduurzamen met behulp van biogas concentreert men het methaan uit biogas op tot een hogere kwaliteit gas, vaak benoemd als groen gas. In Nederland is daarbij middels certificaten aangetoond dat er voor het gas wat getankt wordt een gelijke hoeveelheid opgewaardeerd biogas in het gasnet is ingevoerd.

## Ombouw
Om te kunnen rijden op aardgas kan een voertuig omgebouwd worden of er kan een OEM-aardgasvoertuig gekocht worden. De meeste grote automerken leveren tegenwoordig aardgasauto's. Een aardgasauto rijdt (vrijwel) hetzelfde als een auto met andere brandstof. Wel draait de motor vaak stiller. Veel personenauto's op aardgas hebben ook de beschikking over een (nood)tank op benzine. Dit wordt bifuel genoemd. Auto's die alleen op aardgas kunnen rijden heten monofuel.
Het meest gebruikelijk is de ombouw van benzinemotoren, zodat deze ook op aardgas kunnen rijden. Dit is sterk vergelijkbaar met de praktijk bij lpg. Wel is met name het brandstofsysteem anders vanwege de hoge opslagdruk. In vergelijking met benzine heeft aardgas een klopgrens die duidelijk boven de 100 ligt, antiklopregelingen, zoals pingelsensoren en ontstekingstijdstipcorrectie, zijn bij een motor die uitsluitend op aardgas loopt dus niet nodig.
Ook ombouw van dieselmotoren is mogelijk, maar minder gebruikelijk. Aardgas ontbrandt namelijk - in tegenstelling tot diesel - niet vanzelf. De bestaande dieselmotor kan worden gebruikt, maar het gas moet wel ontstoken worden. Om het aardgas te ontsteken worden twee methoden gebruikt, namelijk het ontsteken met een ontstekingsinstallatie zoals bij benzinemotoren, of gebruikmaken van de bestaande dieselinspuiting waarbij een minimale hoeveelheid dieselbrandstof wordt gebruikt om de verbranding van het aardgas in gang te zetten. Dit laatste wordt wel dual fuel genoemd. Omdat de verbrandingswaarde lager ligt dan die van dieselbrandstof en de verbranding trager verloopt, zal het verbruik hoger liggen dan van diesel, maar daarbij loopt de motor (door de tragere verbranding) ook rustiger.

## Tanken
Het tanken van cng vindt ofwel plaats met een slowfill-systeem of een fastfill-systeem. Bij een fastfillsysteem gaat het tanken net zo snel als bij benzine. Hiervoor moet men echter wel bij een cng-tankstation zijn. Het aantal cng-tankstations is inmiddels landelijk dekkend, en neemt toe. Per juli 2019 waren er in België 120 tankstations en in Nederland 145. In geheel Europa zijn er ruim 5.100 cng-tankstations. Een slowfillsysteem (ook wel thuisvulinstallatie genoemd) is een tanksysteem met een kleine compressor die bijvoorbeeld thuis op het aardgasnet kan worden aangesloten. Met een slowfill tanksysteem duurt het tanken enkele uren.

## Nederland en België

### Stimulering door de overheid
In Nederland rijdt het Ministerie van Infrastructuur en Milieu met leaseauto's op aardgas, daarnaast is een aantal gemeenten bezig hun wagenpark over te schakelen op cng. Ook Belgische overheden stimuleren het gebruik van cng zowel voor overheidsdiensten als voor ondernemingen.
Bij openbare aanbestedingen voor busvervoer wordt door sommige lagere overheden aardgasbussen voorgeschreven. De Nederlandse VVD bestrijdt dit en stelt dat er sprake is van oneerlijke en onjuiste bevoordeling van bepaalde leveranciers door een technologie voor te schrijven. De regels voor openbare aanbesteding zouden hierdoor niet goed worden gehanteerd. Dit is te ondervangen door in plaats daarvan strenge milieunormen te stellen om zo een objectieve maatstaf te hanteren. Er zijn namelijk inmiddels dieselbussen die aan de strengste bestaande normen (EEV) kunnen voldoen. Niet elke aardgasbus is schoner dan de schoonste dieselbussen. Het is dus van belang om normen te stellen. Dit voorkomt ook dat technieken die nog betere prestaties hebben ten onrechte worden uitgesloten. Knelpunt bij het stellen van normen is dat er geen Europese norm is die de best beschikbare techniek beschrijft. Door het voortschrijden van de techniek zouden telkens nieuwe normen nodig zijn. Een ander punt is dat de normen een heel palet aan emissies beschrijven. De ene overheid heeft andere beleidsprioriteiten dan de andere. De huidige keuze voor aardgasbussen is vooral ingegeven door het streven naar het gebruik van duurzame biobrandstoffen. Een aardgasbus kan zonder aanpassing rijden op biogas als dat beschikbaar komt; met een dieselbus kan dit niet. Daar staat weer tegenover dat een dieselbus in principe geschikt is voor biodiesel. De kilometerprijs van een aardgasbus is momenteel hoger dan die voor een dieselbus. Dit wordt vooral bepaald door de olie- en gasprijzen die sterk fluctueren.

### Aantal cng-voertuigen
Het aantal aardgasvoertuigen in België (< 3,5 ton) en Nederland volgens FEBIAC of de IANGV per december van het betreffende jaar:
| Land/jaartal | 2019   | 2018   | 2017  | 2016  | 2015  | 2014      | 2013  | 2012  | 2011 | 2010 | 2009 | 2008 | 2007 | 2006 | 2005 | 2004 | 2003 | 2000 |
| ------------ | ------ | ------ | ----- | ----- | ----- | --------- | ----- | ----- | ---- | ---- | ---- | ---- | ---- | ---- | ---- | ---- | ---- | ---- |
| België       | 14.619 | 11.128 | 6.988 | 4.161 | 1.860 | 1.232     | 344   | 218   | 138  | 81   | 61   | 37   | 7    | 1    | 2    | 2    | 3    |      |
| Nederland    |        |        |       | 5.201 | 4.301 | geen data | 1.502 | 1.110 | 603  | 550  | 348  | 310  | 574  | 200  |      |      |      |      |

Volgens het CBS is het aantal cng-voertuigen in Nederland als volgt onderverdeeld (data per 1/1 van het desbetreffende jaar):
| Type voertuig/jaartal | 2007 | 2008 | 2009  | 2010  | 2011  | 2012  | 2013  |
| --------------------- | ---- | ---- | ----- | ----- | ----- | ----- | ----- |
| Personenvoertuigen    | 107  | 178  | 316   | 542   | 912   | 1.942 | 3.125 |
| Bestelauto            | 207  | 294  | 500   | 841   | 1.006 | 1.935 | 2.736 |
| Vrachtauto            | 12   | 16   | 66    | 87    | 104   | 118   | 154   |
| Trekker               | 0    | 1    | 3     | 6     | 12    | 35    | 58    |
| Speciale voertuigen   | 6    | 7    | 6     | 15    | 43    | 63    | 86    |
| Autobus               | 85   | 88   | 115   | 444   | 478   | 523   | 671   |
| Totaal                | 417  | 584  | 1.006 | 1.935 | 2.736 | 4.225 | 6.025 |

Volgens FEBIAC zijn er op 31 december 2019 ook nog 331 zware bedrijfsvoertuigen (> 3,5 ton) en 202 trekkers (> 3,5 ton) ingeschreven in België die rijden op CNG / LNG.

## HCNG
HCNG (of H2CNG) is een mengsel van samengeperst aardgas (cng) en 4-9 procent waterstofgas aan energie. Het wordt gebruikt als brandstof voor verbrandingsmotoren.